# Eridu

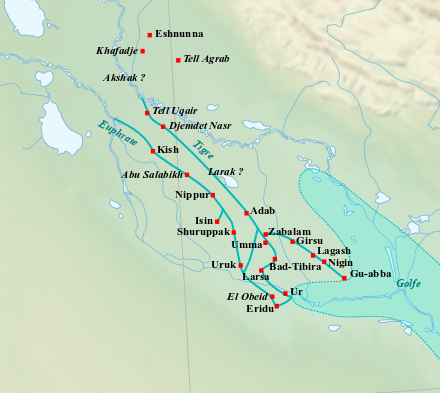
Mapa z zaznaczonym położeniem najważniejszych miast Sumeru w okresie wczesnodynastycznym (ok. 2900-2350 p.n.e.)

Eridu (sum. eridu/eridug(NUN)ki, też eri.du10/dùgki, tłum. "dobre miasto"; akad. Eridu) – starożytne miasto w południowej Mezopotamii, położone 24 km na południowy zachód od Ur. Obecnie stanowisko archeologiczne Abu Szahrajn w prowincji Zi Kar w Iraku.

## Stanowisko
Na stanowisko archeologiczne Abu Szahrajn składa się 7 telli. Nazwa stanowiska pochodzi od nazwy Tella 1, największego z nich. Tell ten ma średnicę około pół kilometra i wznosi się na wysokość około 25 metrów ponad otaczającą go równinę. Sześć mniejszych telli znajduje się w jego pobliżu.

## Eridu „przedpotopowe”
Literatura mezopotamska umieszcza początki Eridu w legendarnym okresie przed potopem. Według Sumeryjskiego mitu o potopie miasto to miało być pierwszą z pięciu przedpotopowych stolic Sumeru. Zgodnie zaś z Sumeryjską listą królów to właśnie tu zstąpić miała z niebios władza królewska, czyniąc Eridu siedzibą pierwszej przedpotopowej dynastii królewskiej:
„Po tym jak władza królewska zstąpiła z niebios, (siedziba) władzy królewskiej była w (mieście) Eridu. W Eridu Alulim został królem i panował 28800 lat. (Po nim) Alalgar panował 36000 lat. (W sumie) dwóch królów panowało przez 64800 lat”

## Eridu historyczne
Eridu, najbardziej na południe wysunięte miasto Sumeru, założone zostało nad Zatoką Perską, w pobliżu ujścia Eufratu. Obecnie jednak ruiny tego miasta leżą wewnątrz lądu, gdyż brzeg Zatoki Perskiej, na skutek akumulacji mułu nanoszonego przez Eufrat i Tygrys, stopniowo przesuwał się coraz bardziej na południe. Szybki rozwój Eridu w jego początkowym okresie związany był najprawdopodobniej z położeniem tego miasta w strefie przejściowej pomiędzy lądem a wodą, na granicy trzech ekosystemów: równiny aluwialnej, pustyni i bagien, co umożliwiło jego mieszkańcom rozwój nie tylko rolnictwa, ale też pasterstwa i rybołówstwa.
W trakcie wykopalisk na stanowisku Abu Szahrajn odkryto ślady zasiedlenia począwszy od okresu Ubajd (połowa VI tys. p.n.e.) aż do okresu perskiego (VI-IV w. p.n.e.). Odkryta na Tellu 1 nieprzerwana sekwencja świątyń z okresu Ubajd wskazuje, że już w tym okresie stanowisko to musiało być ważnym centrum religijnym. Przez ponad tysiąc lat wznoszone tu były, w tym samym miejscu, kolejne, coraz to większe świątynie o coraz bardziej skomplikowanym planie. Rozmiary osiedla towarzyszącego budowlom świątynnym nie są znane, gdyż tylko niewielka jego część została przebadana. Musiało ono jednak być stosunkowo duże, gdyż w pewnej odległości od Tella 1 odkryto cmentarzysko z okresu Ubajd na którym pochowano ok. 800-1000 osób. Pod koniec okresu Ubajd znajdujące się tu osiedle stopniowo zaczęło się wyludniać. W okresie Uruk użytkowane były już tylko budynki świątynne na Tellu 1. Najprawdopodobniej w okresie Dżemdet Nasr (ok. 3000 p.n.e.) wzgórze świątynne otoczone zostało murem. Przez kilka następnych stuleci Eridu pełniło głównie rolę centrum religijnego i ceremonialnego, ale z czasem coraz bardziej przyćmiewać je zaczęło sąsiadujące z nim Ur. 
Eridu ponownie nabrało znaczenia w okresie wczesnodynastycznym (ok. 2500 p.n.e.), kiedy to jeden z władców z I dynastii z Ur lub miejscowy gubernator wzniósł na Tellu 2 duży pałac składający się z dwóch identycznych budynków. W okresie Ur III (ok. 2112-2004 p.n.e.) na głównym tellu wzniesiony został zigurat. Prace nad nim, rozpoczęte przez Ur-Nammu, założyciela III dynastii z Ur, ukończył Amar-Suen. Nie ma jednak dowodów na to, że poza ziguratem wzniesione tu też zostały jakiekolwiek inne budowle, a samo Eridu stało się czymś więcej niż centrum religijnym i ceremonialnym. Na podstawie pewnych przesłanek zawartych w hymnach królewskich z tego okresu niektórzy badacze zakładają, że rytuały koronacyjne władców z III dynastii z Ur mogły być przeprowadzane właśnie w Eridu. Późniejsze prace budowlane w Eridu prowadził Nur-Adad (1865-1850 p.n.e.), król Larsy. W kolejnych wiekach Eridu popadło jednak z zapomnienie i zostało porzucone. Za rządów Hammurabiego (1792-1750 p.n.e.) cały personel świątynny z Eridu przeniesiony został do Ur, gdzie na potrzeby kultu boga Enki (Ea) przekazano jedną z kaplic z kompleksie świątynnym boga Szamasza. 
W VII w. p.n.e. Eridu i położonym w pobliżu Ur zarządzać miał w imieniu asyryjskiego króla Aszurbanipala niejaki Sin-balassu-iqbi. Nieco później opustoszałymi ruinami zainteresować miał się jeszcze babiloński król Nabuchodonozor II (605-562 p.n.e.), który przeprowadzić miał tu pewne prace budowlane.

## Prace wykopaliskowe
Pierwsze prace wykopaliskowe na stanowisku przeprowadzone zostały w 1854 roku przez J.E. Taylora działającego z ramienia British Museum. Kolejne prace badawcze, również z ramienia British Museum, prowadzili tu R. Cambell Thompson (1918) i Harry R. Hall (1919). W latach 1946–49 zakrojone na dużą skalę prace wykopaliskowe prowadzili tu Fuad Safar, Muhammad Ali Mustafa i Seton Lloyd z ramienia Iraqi Directorate General of Antiquities. 

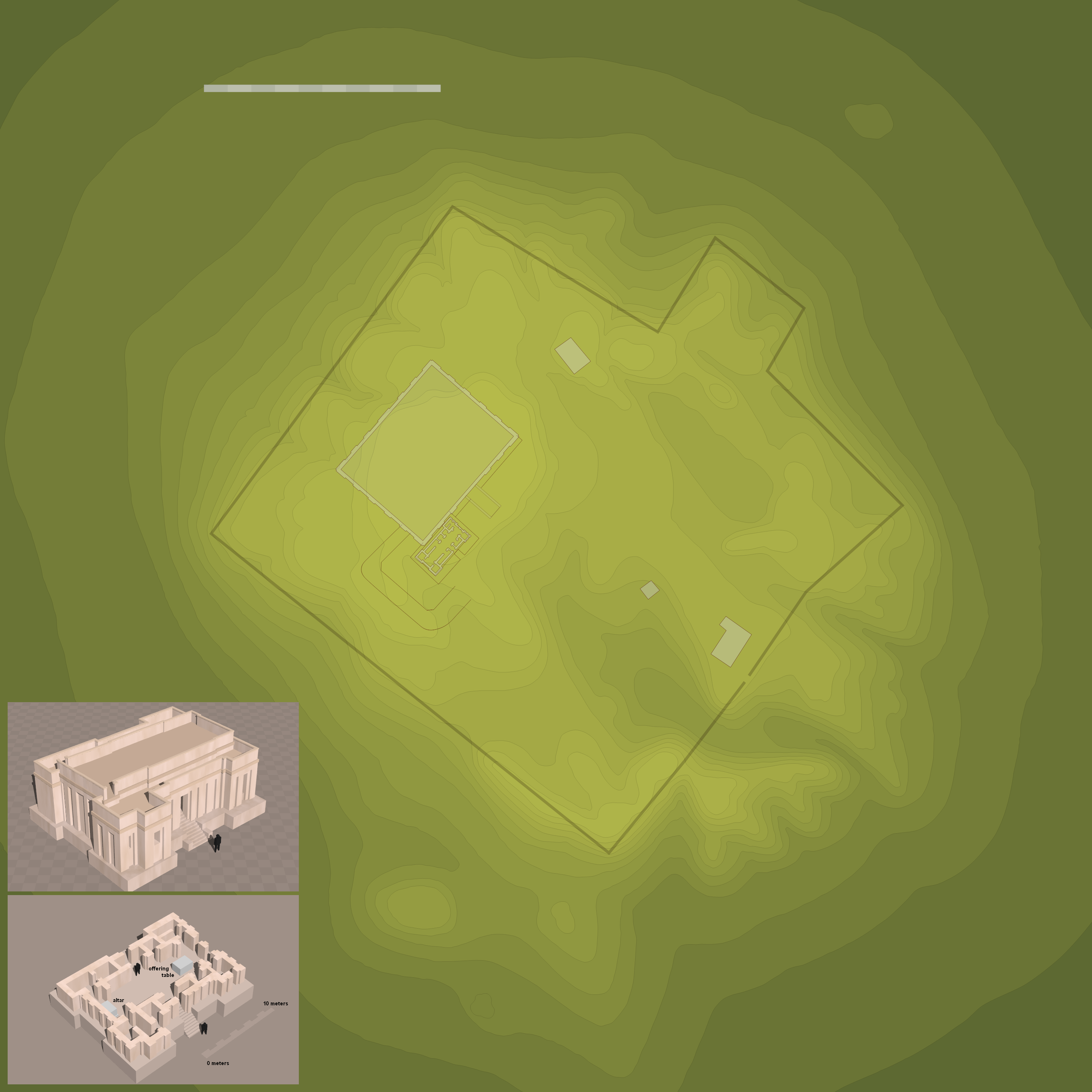
Plan Eridu z zaznaczonym położeniem zigguratu i świątyni

## Najważniejsze odkrycia

### Świątynie
W trakcie wykopalisk w Abu Szahrajn odnaleziono sekwencję osiemnastu następujących po sobie warstw zawierających pozostałości świątyń z cegły mułowej, pochodzących z przedziału czasowego od wczesnego okresu Ubajd do późnego okresu Uruk (IV tys. p.n.e.). Świątynie te, które z czasem stawały się coraz większe i bardziej okazałe, wznoszone były na platformach z cegły mułowej. Wszystkie one były najprawdopodobniej poświęcone sumeryjskiemu bogu Enki (akadyjski Ea) - mezopotamskiemu bogu podziemnego oceanu wody słodkiej (abzu).
Najwcześniejsza w sekwencji jest świątynia odkryta w warstwie XVI, będąca niewielką, prostokątną budowlą z suszonej cegły mułowej. W centrum głównego pomieszczenia tej świątyni odkryto podwyższenie, pełniące najprawdopodobniej rolę stołu ofiarnego. Drugie takie podwyższenie, najprawdopodobniej postument na posąg bóstwa, znajdowało się w niszy w północno-zachodniej ścianie budowli. Świątynia z warstwy XVI była przebudowywana i powiększana, a jej plan stawał się coraz bardziej skomplikowany i wyszukany. Późniejsze świątynie, których plan stanowiło długie, centralne pomieszczenie flankowane ze strony północno-zachodniej i południowo-wschodniej szeregiem mniejszych pomieszczeń, wznoszone były na tarasach i miały fasady z niszami i przyporami. Wewnątrz centralnego pomieszczenia było podwyższenie pełniące rolę stołu ofiarnego, a pod ścianą południowo-zachodnią postument na posąg kultowy. Duże ilości rybich ości znaleziono na podłodze świątyni z warstwy VII. Rybie ości zmieszane z popiołem odkryto też wokół stołu ofiarnego w pomieszczeniu centralnym świątyni z warstwy VI. Ości te są najprawdopodobniej pozostałościami ofiar składanych bogu Enki. Ze świątyń okresu Uruk (warstwy V-I) przetrwały jedynie pozostałości tarasów.
Joan Oates („Ur and Eridu: The Prehistory”, Iraq 22 (1960), s. 32-50) użyła sekwencji świątyń w Eridu i odkrytej w nich ceramiki do podzielenia okresu Ubajd na cztery fazy: Ubajd 1 lub Eridu (warstwy XIX-XV), Ubajd 2 lub Hadżi Muhammad (warstwy XIV-XII), Ubajd 3 lub Ubajd (warstwy XII-VIII) i Ubajd 4 lub późny Ubajd (warstwy VII-VI).
Długa, nieprzerwana sekwencja kulturowa świątyń z Eridu, obejmująca okres od czasów prehistorycznych do III tys. p.n.e. przytaczana jest często jako dowód mający przeczyć teorii o migracji Sumerów do południowej Mezopotamii.

### Zigurat
Topografia głównego tellu w Eridu jest zdominowana przez pozostałości dużego ziguratu pochodzącego z okresu Ur III. Zigurat ten, którego rdzeń wzniesiono z cegły mułowej a z zewnątrz oblicowano wypalonymi cegłami spojonymi bitumem, ma rozmiary 61,8 x 46,5 m. Jego zerodowane ruiny wznoszą się wciąż na wys. ok. 10 metrów. Budowę ziguratu rozpoczął Ur-Nammu (2112-2095 p.n.e.), a ukończył jego wnuk Amar-Suen (2046-2038 p.n.e.). Prace przy ziguracie prowadził również król Larsy Nur-Adad (1865-1850 p.n.e.), o czym wspominają jego inskrypcje budowlane.

### Cmentarzysko z okresu Ubajd
Na stanowisku Abu Szahrajn, w pewnej odległości od Tella 1, odkryto duże cmentarzysko, a w nim ok. 800-1000 pochówków z okresu Ubajd. 193 z nich przebadano. Groby, wkopane w warstwę zawierającą ceramikę z okresu Ubajd 2, miały kształt czworokątny i wyłożone były cegłami mułowymi. W każdym grobie pogrzebana była jedna lub dwie osoby wraz z wyposażeniem grobowym. To ostatnie stanowiło zwykle pojedyncze naczynie gliniane, które umieszczano w pobliżu prawej stopy zmarłej osoby. W jednym przypadku około piętnastoletni chłopiec pochowany został razem z psem. Po pochówku grób zasypywany był ziemią i pieczętowany cegłami mułowymi.

## Bogowie Eridu
Bogiem opiekuńczym Eridu był Enki (akadyjski Ea). Przedstawiany był on jako syn bogini Nammu i boga nieba Ana, naczelnego boga sumeryjskiego panteonu. Enki wraz ze swą małżonką Damgalnuną zamieszkiwać mieli główną świątynię w Eridu zwaną E-engura („Dom słodkich wód”, „Dom otchłani”) lub E-abzu („Dom abzu”). Ich synem był Asarluhi, który później utożsamiony został z babilońskim Mardukiem.

## Literatura (wybór)
- Lloyd S., "Abu Shahrein: A Memorandum", Iraq 36 (1974), s. 129-138.
- Lloyd S., Safar F., “Eridu: Preliminary Communication on the First Season’s Excavations, January-March 1947”, Sumer 3 (1947), s. 84-111.
- Lloyd S., Safar F., “Eridu: Preliminary Communication on the Second Season’s Excavations, 1947-1948”, Sumer 4 (1948), s. 115-127, 276-283.
- Oates J., “Ur and Eridu: The Prehistory”, Iraq 22 (1960), s. 32-50.
- Safar F., “Excavations at Eridu”, Sumer 3 (1947), s. 219-235; Sumer 5 (1949), s. 116-117, 159-173; Sumer 6 (1950), s. 27-38.
- Safar F., Mustafa M.A., Lloyd S., "Eridu", Baghdad 1981.
- Taylor J.E., „Note on Abu Shahrein and Tell el Lahm”, Journal of the Royal Asiatic Society 15 (1855), s. 404-415.
- Thompson R.C., “The British Museum Excavations at Abu Shahrein in Mesopotamia in 1918”, Archaeologia 70 (1922), s. 101-145.
- Zehnpfund R., “Die Lage der Stadt Eridu”, w: Hilprecht Anniversary Volume, s. 291-298, Leipzig 1909.